# Science Fiction (album)
Pour les articles homonymes, voir Science Fiction (homonymie) et Ladies Man.
Albums de Alice Cooper
Hey Stoopid
(1991) The Last Temptation
(1994)
Science Fiction est un album live bootleg d'Alice Cooper. Sortie originellement au Royaume-Uni en 1988 sous le nom Ladies Man, cette version est éditée en Europe et en Australie en 1991 et rééditée en 2000.
Le disque est une collection de chansons enregistrées pendant la performance du groupe lors du Toronto Rock and Roll Revival le 13 septembre 1969, alors que le groupe faisait la promo de son tout premier album, Pretties For You.
Au fil des années, Science Fiction a été éditée plusieurs fois par plusieurs labels sous différents titres, changeant parfois l'ordre des chansons et le nom de certaines chansons (par exemple, la 1re partie de Lay Down and Die, Goodbye, nommé For Alice sur le bootleg d'origine, apparait souvent sous le nom An Instrumental ou A.C. Instrumental).

## Liste des titres
1. Freak Out Song
  - Titre original : Don't Blow Your Mind, une chanson originellement du groupe The Blackwells que le groupe Alice Cooper avait enregistré en single en 1965 alors qu'il s'appelait The Spiders
2. Painting a Picture
  - Titre original : No Longer Umpire, une chanson de l'album Pretties for You
3. I've Written Home to Mother
  - 2e partie de Lay Down And Die, Goodbye, une chanson de l'album Easy Action
4. Science Fiction
  - Titre original : Fields of Regret, une chanson de l'album Pretties for You
5. For Alice
  - 1re partie de Lay Down and Die, Goodbye
6. Nobody Likes Me
  - Une chanson qui a été enregistrée par le groupe en 1968 mais qui est restée au stade de démo. La démo est sortie en 1999 dans le coffret The Life and Crimes of Alice Cooper.
7. Goin' to the River
8. Ain't That Just Like a Woman
  - Les deux derniers titres sont joués par Ronnie Hawkins, et non par Alice Cooper

## Titres alternatifs de l'album
- Ladies Man[3]
- Alice Cooper Live[4]
- Blood on My Chopper[5]
- The Early Years: Live[6]
- Experience[7]
- Freak Out[8]
- Freak Out Song[9]
- Live! [Digitally Remastered]
- Live at Toronto[10]
- Live Series[11]
- Nobody Like Me[12]
- Nobody Likes Me[13]
- Nobody Likes...Alice Cooper Live[14]
- Snorting Anthrax[15]
- Painting a Picture[16]
- Home To Mother
- Toronto Rock 'N' Roll Revival

## Nobody Likes Us
En 2012, le label Applebush publie Nobody Likes Us, une nouvelle version de ces bandes live. Contrairement aux autres éditions, celles-ci sont restaurées et remastérisées dans leur intégralité, avec l'apparition de passages supplémentaires et d'une set-list enfin dans l'ordre. En bonus, l'on retrouve la reproduction brute d'une bande abîmée ayant capté le concert du groupe à San Francisco le 3 mars 1969.

### Liste des titres
Toutes les chansons sont écrites par Alice Cooper, Glen Buxton, Michael Bruce, Dennis Dunaway et Neal Smith.
| No | Titre                                                                                       | Durée |
| -- | ------------------------------------------------------------------------------------------- | ----- |
| 1. | No Longer Umpire (Live)                                                                     | 4:23  |
| 2. | Lay Down and Die, Goodbye (Live)                                                            | 5:02  |
| 3. | Fields of Regret (Live)                                                                     | 6:33  |
| 4. | Nobody Likes Me (Live)                                                                      | 3:24  |
| 5. | Don't Blow Your Mind/Neal Smith Solo/Prisoner/Animal Pyjamas/Don't Blow Your Mind (reprise) | 20:56 |